# Machine Gun Kelly (raper)
|  | Si cerqueu altres usos, vegeu Machine Gun Kelly. |

Colson Baker (Houston, Texas, 22 d'abril de 1990), més conegut pel seu nom artístic Machine Gun Kelly (MGK), és un raper i actor de Cleveland, Ohio. MGK s'embarcà en una carrera musical sent un adolescent l'any 2006. MGK aconseguí un contracte d'enregistrament amb Bad Boy i Interscope Records l'any 2011. Ha aparegut en diverses pel·lícules com Beyond the Lights, fent de Kid Culprit.

## Filmografia

### Pel·lícules
| Any  | Títol             | Paper       | Notes                                                                                         | Referències |
| ---- | ----------------- | ----------- | --------------------------------------------------------------------------------------------- | ----------- |
| 2014 | Beyond the Lights | Kid Culprit | Va contribuir a la banda sonora de la pel·lícula i se'l va acreditar com a Colson "MGK" Baker | [ 4 ]       |
| 2016 | Punk's Dead       | Crash       |                                                                                               | [ 5 ]       |
| 2016 | Nerve             | Ty          |                                                                                               | [ 6 ]       |
| 2016 | Viral             | CJ          |                                                                                               | [ 7 ]       |
| 2016 | The Land          | Slick       | També productor co-executiu                                                                   | [ 8 ]       |
| 2019 | Captive State     | Jurgis      |                                                                                               | [ 9 ]       |

### Televisió
| Any     | Títol          | Paper              | Notes                           | Referències |
| ------- | -------------- | ------------------ | ------------------------------- | ----------- |
| 2012–15 | WWE Raw        | ell mateix         | 2 episodis                      |             |
| 2013    | Guy Court      | ell mateix         | Episodi: "Sweepstakes"          |             |
| 2014    | Unsung         | ell mateix         | Episodi: "Bone Thugs-n-Harmony" |             |
| 2015    | Catfish        | ell mateix         | Episodi: "Hundra & Emily"       |             |
| 2015    | Ridiculousness | ell mateix         | Episodi: "Machine Gun Kelly"    |             |
| 2016    | Roadies        | Wesley "Wes" Mason | 10 episodis                     |             |

## Premis i nominacions

### Premis Billboard Music
| Any  | Treball nominat                             | Categoria             | Resultat | Referències |
| ---- | ------------------------------------------- | --------------------- | -------- | ----------- |
| 2017 | "Bad Things" (compartit amb Camila Cabello) | Top Rap Collaboration | Nominat  | [ 10 ]      |

### PremisMTV EMA
| Any  | Treball nominat   | Categoria                    | Resultat  | Referències |
| ---- | ----------------- | ---------------------------- | --------- | ----------- |
| 2012 | Machine Gun Kelly | US Artist About To Go Global | Guanyador | [ 11 ]      |

### Premis MtvU Woodie
| Any  | Treball nominat   | Categoria          | Resultat  | Referències |
| ---- | ----------------- | ------------------ | --------- | ----------- |
| 2012 | Machine Gun Kelly | Breaking Woodie    | Guanyador | [ 12 ]      |
| 2013 | Machine Gun Kelly | Woodie of the Year | Guanyador | [ 13 ]      |

### Premis Ohio Hip Hop
| Any  | Treball nominat                                | Categoria                   | Resultat  | Referències |
| ---- | ---------------------------------------------- | --------------------------- | --------- | ----------- |
| 2009 | Machine Gun Kelly                              | Best Live Performer         | Guanyador | [ 14 ]      |
| 2010 | Machine Gun Kelly                              | Best Live Performer         | Guanyador | [ 15 ]      |
| 2010 | "Alice in Wonderland"                          | Best Music Video            | Guanyador | [ 15 ]      |
| 2011 | Machine Gun Kelly                              | Best Mixtape Artist         | Guanyador | [ 16 ]      |
| 2011 | "Lace Up"                                      | Best Mixtape                | Guanyador | [ 16 ]      |
| 2011 | Machine Gun Kelly                              | Best Male Artist            | Guanyador | [ 16 ]      |
| 2011 | "Cleveland" (compartit amb Dubo)               | Video of the Year           | Guanyador | [ 16 ]      |
| 2012 | Machine Gun Kelly                              | Best National Arist         | Guanyador | [ 17 ]      |
| 2012 | "Rage Pack"                                    | Best National Mixtape/Album | 2n lloc   | [ 17 ]      |
| 2012 | "Police" (compartit amb Pooh Gutta)            | Best Collaboration          | Guanyador | [ 17 ]      |
| 2014 | Machine Gun Kelly                              | National Noise Maker        | Guanyador | [ 18 ]      |
| 2014 | "Mind of a Stoner" (compartit amb Wiz Khalifa) | Best National Music Video   | Guanyador | [ 18 ]      |
| 2014 | "Breaking News"                                | Best National Music Video   | 2n lloc   | [ 18 ]      |
| 2014 | "Mind of a Stoner" (compartit amb Wiz Khalifa) | Best National Collaboration | Guanyador | [ 18 ]      |

### Premis Radio Disney Music
| Any  | Treball nominat                             | Categoria          | Resultat  | Referències |
| ---- | ------------------------------------------- | ------------------ | --------- | ----------- |
| 2017 | "Bad Things" (compartit amb Camila Cabello) | Best Collaboration | Guanyador | [ 19 ]      |